# Agder Flekkefjords Tidende
Agder Flekkefjords Tidende ist eine norwegische Zeitung, die in Flekkefjord (Agder) herausgegeben wird. Die bestätigte Auflage beträgt 8.381 Exemplare (Stand 2006).
Die Zeitung erschien erstmals 1877 und wird seitdem mit Ausnahme der Jahre 1940 bis 1945 verlegt. Die Zeitung war im Jahr 2007 die zweitgrößte Zeitung in Vest-Agder und deckt die Kommunen Flekkefjord, Kvinesdal (Vest-Agder) sowie Lund und Sokndal (Rogaland) ab.

## Quelle
1. ↑  Leser- und Auflagenzahlen für 2006 (Memento vom 27. April 2007 im Internet Archive) (norwegisch)